# Аугусто Роа Бастос
Аугусто Роа Бастос (13 червня 1917, Асунсьйон, Парагвай — 26 квітня 2005, Асунсьйон) — парагвайський поет і прозаїк.

## Із життєпису
Батько — індіанець гуарані, мати — родом з Португалії. У 1932 році втік з товаришами зі школи, пішов добровольцем на чакську війну, служив на фронті санітаром. У 1945 жив і працював журналістом у Великій Британії, Франції, Німеччині. У 1947 разом з парагвайським поетом Ерібом Кампосом Сервера в умовах розпочатої громадянської війни та політичних репресій переїжджає у Буенос-Айрес. У 1976—1989 — живе у Франції, після падіння диктатури Стресснера повернувся на батьківщину.
У 1982 був позбавлений парагвайського громадянства, з 1983 — громадянин Іспанії.
Помер в 2005 у віці 87 років. Похований у родинному пантеоні на кладовищі Реколета в Асунсьйоні.

## Творчість
Свою творчу діяльність Роа Бастос почав в 1940-х рр. у ролі журналіста газети El País, що виходила в Асунсьйоні. Першим великим твором Роа Бастоса стала збірка оповідань «Грім серед гілок», виданий в Аргентині в 1953 Опублікований слідом за ним роман «Син людський» (1960) не тільки приніс автору визнання, а й сприяв піднесенню латиноамериканської романістики. Сюжет роману, що є сплетінням невеликих оповідань, присвячений революційним виступам парагвайських селян, перерваним початком Чакської війни. Вустами героїв автор говорить про її безглуздості, тому що «руками» Болівії і Парагваю вирішувався конфлікт західних країн і США. У 1974 Роа Бастос закінчує своє найбільш відомий твір — антидиктаторський роман «Я, Верховний», що розповідає про правління доктора Хосе Гаспара Родрігеса де Франс — Верховного диктатора Парагваю в 1816—1840 рр. Після відновлення в Аргентині в 1976 режиму військової диктатури книга була заборонена, а сам письменник емігрував до Франції.